# Trealaw
Trealaw ist ein heutiger Stadtteil von Tonypandy mit dem Status einer Community in der Principal Area Rhondda Cynon Taf in Südwales. Mit Stand vom Zensus 2011 hatte die Community 4.040 Einwohner.

## Geographie
Trealaw liegt in den South Wales Valleys im Rhondda, genauer gesagt im Rhondda Fawr, in Südwales am linken Ufer des River Rhondda Fawr, gegenüber dem Stadtzentrum von Tonypandy, dessen Stadtteil Trealaw heutzutage ist. Dabei liegt der Stadtteil auf gut 125 Metern Höhe. Im Westen und Süden wird die Community vom River Rhondda Fawr begrenzt, an dessen Ufer sich die Siedlung Trealaw entlangzieht. Der Nordteil der Community besteht aus einem bergigen Gelände mitsamt dem Mynydd Troed-y-rhiw und Teilen des Rhondda Golf Club. Im Osten endet die Community mit dem Friedhof des Stadtteils und grenzt an die Stadt Porth. Die Community an sich grenzt im Osten an die gleichnamige Community Porth sowie an Ynyshir, im Norden an die Community Tylorstown, im Nordwesten an die Community Llwyn-y-pia im Westen an Tonypandy und im Süden an die Community Pen-y-graig, das ebenfalls ein Stadtteil von Tonypandy ist. Trealaw gehört sowohl auf britischer als auch auf walisischer Ebene zum Wahlkreis Rhondda.

## Geschichte
1927 kauften Quäker das Haus „Maes-yr-Haf“ in Trealaw und richteten dort ein Zentrum für Erwachsenen- und Weiterbildung sowie eine zentrale Anlaufstelle für karitative Hilfen ein, da die essentielle Schwerindustrie in der Region in eine Rezession gerutscht war.

## Verkehr
Entlang des River Rhondda Fawr verläuft durch die Community unter anderem die A4058 road als Regionalstraße sowie die Rhondda Line, eine Eisenbahnstrecke. Zudem durchqueren drei Buslinien den Stadtteil, die ihn unter anderem mit Porth und Caerphilly verbinden.

## Infrastruktur
Nebst dem Golfclub und dem Friedhof existiert in Trealaw auch eine Parkanlage namens Garth Park. Zudem gibt es eine Poststelle. Des Weiteren gibt es neben der Kapelle des Friedhofs eine weitere Kirche in Trealaw, das auch eine eigene Grundschule hat.

## Bauwerke
Vier Bauwerke in Trealaw wurden in die Statutory List of Buildings of Special Architectural or Historic Interest aufgenommen, bei denen es sich um drei Grabsteine auf dem Friedhof sowie die dortige Friedhofskapelle handelt. Alle vier Objekte sind sogenannte Grade II buildings.

## Persönlichkeiten
- Terry Parsons (1935–1999), Snookerspieler
- Ray Smith (1936–1991), Schauspieler
- Morgan Stoddart (* 1984), Rugby-Union-Spieler